# Nekrolog 1629
Nekrolog
◄◄
| ◄
| 1625
| 1626
| 1627
| 1628
| 1629 | 1630 | 1631 | 1632 | 1633 | ► | ►►
Weitere Ereignisse | Allgemeiner Nekrolog 1629
Die Beschreibung der verstorbenen Person sollte so kurz wie möglich gehalten sein und nur deren signifikante Tätigkeit(en) enthalten.
Neue Namen ggf. auch unter dem Geburts- und Sterbedatum, also etwa unter 1. Januar und im Geburts- und Sterbejahr (2024) eintragen (nur bei entsprechender großer Wichtigkeit). Für Beispiele siehe die schon vorhandenen Artikel.
Außerdem über die fünf zuletzt Verstorbenen, zu denen es einen ausreichend guten Artikel für eine Präsentation auf der Hauptseite gibt, nach der todesbedingten Überarbeitung der Artikel ggf. auch unter Wikipedia Diskussion:Hauptseite informieren und sie am besten auch in den anderen Wikipedia-Sprachversionen eintragen. Tipp: Regelmäßig bei news.google.de nach „ist tot“, „gestorben“ oder „verstorben“ suchen.
Wenn eine Person gestorben ist, gibt es viele Seiten zu dieser Person in der Wikipedia, die davon auch betroffen sind und entsprechend aktualisiert werden müssen. Beispiele: Namenübersichtsseite, Geburtsjahr, Geburtsort-Seiten und viele mehr.
Wie finde ich die betroffenen Seiten?
Im Suchfeld auf der linken Seite gibt man den Suchbegriff so ein: „Vorname Nachname“. Dann klickt man auf Volltext und alle Seiten mit entsprechendem Suchtext werden aufgerufen. Hier sieht man dann schnell, wo auch das Todesjahr Sinn macht oder sogar ein Teil des Artikels angepasst werden muss. Auch hilft das „Werkzeug“ auf der linken Seite sehr gut, um solche Seiten aufzufinden: „Links auf diese Seite“. Somit ist die Wikipedia wieder aktuell in allen Bereichen! Hinweis: bei Eintragung der Kategorie „Gestorben JAHR“ wird der Missbrauchsfilter 49 ausgelöst, was jedoch nicht schlimm ist. Siehe: Spezial:Missbrauchsfilter/49
Dies ist eine Liste von im Jahr 1629 verstorbenen bekannten Persönlichkeiten. Die Einträge erfolgen innerhalb der einzelnen Daten alphabetisch sortiert. Tiere sind im Nekrolog für Tiere zu finden.

## Januar
| Tag        | Name                       | Beruf, bekannt als                                              | Alter | Beleg |
| ---------- | -------------------------- | --------------------------------------------------------------- | ----- | ----- |
| 4. Januar  | Bonaventura II. von Bodeck | niederländisch-deutscher Bankier                                | 72    |       |
| 19. Januar | Abbas I.                   | persischer Schah                                                | 57    |       |
| 22. Januar | Johann Tarnow              | deutscher evangelisch-lutherischer Theologe und Hochschullehrer | 42    |       |
| 23. Januar | Andreas Schott             | Jesuit, Linguist, Publizist und Hochschullehrer                 | 76    |       |
| 27. Januar | Hieronymus Praetorius      | deutscher Organist und Komponist                                | 68    |       |
| 30. Januar | Carlo Maderno              | italienischer Baumeister                                        |       |       |

## Februar
| Tag         | Name                          | Beruf, bekannt als                                              | Alter | Beleg |
| ----------- | ----------------------------- | --------------------------------------------------------------- | ----- | ----- |
| 8. Februar  | Alexandre de Vendôme          | unehelicher Sohn von König Heinrich IV. und Gabrielle d’Estrées | 30    |       |
| 10. Februar | Daniel Runge                  | deutscher Rechtswissenschaftler und Kanzler von Pommern-Wolgast | 67    |       |
| 11. Februar | Kaspar von Teutleben          | deutscher Dichter und Hofmeister                                | 52    |       |
| 22. Februar | Hans Friedrich von Drachsdorf | deutscher Hofmarschall und Hauptmann                            | 64    |       |
| Februar     | Girolamo Giacobbi             | italienischer Kantor, Kapellmeister und Komponist               |       |       |
| Februar     | Gerhart Evert Pilooth         | deutscher Baumeister                                            |       |       |

## März
| Tag      | Name                      | Beruf, bekannt als                                                                           | Alter | Beleg |
| -------- | ------------------------- | -------------------------------------------------------------------------------------------- | ----- | ----- |
| 10. März | Volpiano Volpi            | italienischer römisch-katholischer Geistlicher, Erzbischof von Chieti und Bischof von Novara |       |       |
| 13. März | Basilius Besler           | deutscher Arzt, Botaniker und Verleger                                                       | 68    |       |
| 16. März | Emilia von Oranien-Nassau | niederländische Adelige                                                                      | 59    |       |
| 16. März | Thomas Wegelin            | deutscher lutherischer Theologe und Hebraist                                                 | 51    |       |
| 26. März | Agnes von Brandenburg     | Herzogin von Pommern; Herzogin von Sachsen-Lauenburg                                         | 44    |       |
| 26. März | Johannes Bissendorf       | evangelischer Geistlicher und Autor theologischer Schriften                                  |       |       |
| 27. März | Urbain de Laval           | französischer Militär und Diplomat                                                           |       |       |
| 29. März | Jakob de Gheyn II.        | niederländischer Maler und Graveur                                                           |       |       |
| 29. März | Baldassare Maggi          | Schweizer Baumeister und Architekt                                                           |       |       |
| März     | Johann Martini            | deutscher Theologe und Lehrer                                                                |       |       |

## April
| Tag       | Name               | Beruf, bekannt als                          | Alter | Beleg |
| --------- | ------------------ | ------------------------------------------- | ----- | ----- |
| 1. April  | Jacob Fabricius    | deutscher Theologe und Schulrektor          |       |       |
| 19. April | Sigismondo d’India | italienischer Komponist                     |       |       |
| 25. April | Jean Robin         | französischer Apotheker und Botaniker       |       |       |
| April     | Pietro Valier      | italienischer Kardinal der Römischen Kirche |       |       |

## Mai
| Tag    | Name                                    | Beruf, bekannt als                   | Alter | Beleg |
| ------ | --------------------------------------- | ------------------------------------ | ----- | ----- |
| 2. Mai | Raymond Phélypeaux, seigneur d’Herbault | französischer Politiker und Diplomat |       |       |
| 5. Mai | Joachim Burmeister                      | Komponist der Spätrenaissance        |       |       |
| 5. Mai | Szymon Szymonowic                       | polnischer Dichter und Dramatiker    | 70    |       |

## Juni
| Tag      | Name                  | Beruf, bekannt als       | Alter | Beleg |
| -------- | --------------------- | ------------------------ | ----- | ----- |
| 9. Juni  | Caspar von Schönberg  | kursächsischer Politiker | 59    |       |
| 18. Juni | Piet Pieterszoon Heyn | holländischer Freibeuter | 51    |       |
| 21. Juni | Szymon Zimorowic      | polnischer Dichter       |       |       |

## Juli
| Tag      | Name                                         | Beruf, bekannt als                                                                                   | Alter | Beleg |
| -------- | -------------------------------------------- | --- | ----- | ----- |
| 5. Juli  | Hannibal Orgas                               | italienischer Kapellmeister und Komponist                                                            |       |       |
| 6. Juli  | Georg Friedrich von Greiffenclau zu Vollrads | Erzbischof und Kurfürst von Mainz (1626–1629)                                                        | 55    |       |
| 13. Juli | Caspar Bartholin der Ältere                  | dänischer Universalgelehrter                                                                         |       |       |
| 19. Juli | Alexius von Speyer                           | katholischer Priester, Kapuziner, Diplomat im Auftrag des Apostolischen Nuntius und Ordensprovinzial |       |       |
| 22. Juli | George Ramsay, 1. Lord Ramsay of Dalhousie   | schottischer Adeliger und Politiker                                                                  |       |       |

## August
| Tag        | Name                           | Beruf, bekannt als                                                     | Alter | Beleg |
| ---------- | ------------------------------ | ---------------------------------------------------------------------- | ----- | ----- |
| 1. August  | Ottavio Bandini                | italienischer Kardinal und Erzbischof von Fermo                        | 70    |       |
| 5. August  | Heinrich Cunitz                | deutscher Arzt                                                         |       |       |
| 9. August  | Heinrich Rehbein               | deutscher Chronist                                                     |       |       |
| 13. August | Lambert Steinwich              | deutscher Jurist und Diplomat, Bürgermeister von Stralsund (1616–1629) | 58    |       |
| 14. August | Georg Balthasar                | evangelischer Märtyrer                                                 |       |       |
| 14. August | Carlo Gaudenzio Madruzzo       | italienischer Kardinal                                                 |       |       |
| 15. August | Bartolomeo Cesi                | italienischer Maler                                                    | 72    |       |
| 15. August | Anna von Reuschenberg          | Tochter von Wilhelm von Reuschenberg zu Overbach und Roschette         |       |       |
| 27. August | Adam z Wągrowca                | polnischer Organist, Komponist und Zisterziensermönch                  |       |       |
| 28. August | Christoph Crinesius            | deutscher Orientalist, Linguist und Philologe                          |       |       |
| 29. August | Pietro Bernini                 | italienischer Bildhauer, Maler und Restaurator                         | 67    |       |
| August     | Andrea Baroni Peretti Montalto | italienischer Kardinal                                                 |       |       |

## September
| Tag           | Name                       | Beruf, bekannt als | Alter | Beleg |
| ------------- | -------------------------- | --- | ----- | ----- |
| 6. September  | Antonio Bosio              | italienischer Christlicher Archäologe                                                                                    |       |       |
| 6. September  | Jakob Schultes             | deutscher Rechtsgelehrter                                                                                                | 57    |       |
| 8. September  | Nicolaas Schmelzing        | niederländischer Höfling, Militärkommandeur, Kriegsrat und Statthalter der Provinz Overijssel, österreichischer Herkunft |       |       |
| 10. September | Martin Blochwitz           | deutscher Mediziner |       |       |
| 10. September | Andreas Duncker der Ältere | deutscher Buchdrucker und Verleger                                                                                       |       |       |
| 11. September | Adam von Herberstorff      | bayerischer Statthalter dann österreichischer Landeshauptmann von Oberösterreich                                         | 44    |       |
| 11. September | Herman Hugo                | belgischer Jesuit und Poet                                                                                               | 41    |       |
| 13. September | Johann Buxtorf der Ältere  | deutscher reformierter Theologe, Sprachwissenschaftler und Orientalist                                                   | 64    |       |
| 13. September | Anthonie Duyck             | niederländischer Politiker, Ratspensionär (1621–1629)                                                                    |       |       |
| 21. September | Jan Pieterszoon Coen       | Generalgouverneur der niederländischen Ostindien-Kompanie                                                                | 42    |       |
| 24. September | Michael Caspar Lundorp     | deutscher Historiker und Schriftsteller                                                                                  |       |       |
| 27. September | Peter Kircher              | Jesuit, Prediger und Hexenseelsorger                                                                                     |       |       |
| 27. September | Heinrich Reiser            | Lübecker Jurist | 63    |       |

## Oktober
| Tag         | Name                         | Beruf, bekannt als                                                                                            | Alter | Beleg |
| ----------- | ---------------------------- | --- | ----- | ----- |
| 1. Oktober  | Laurentius Weger der Ältere  | deutscher Philosoph                                                                                           | 30    |       |
| 2. Oktober  | Pierre de Bérulle            | französischer römisch-katholischer Theologe, Kardinal und erster Generalsuperior des Französischen Oratoriums | 54    |       |
| 2. Oktober  | Giovanni Garzia Millini      | italienischer Geistlicher, Bischof und Kardinal der Römischen Kirche                                          |       |       |
| 2. Oktober  | Antonio Cifra                | italienischer Kapellmeister und Komponist                                                                     |       |       |
| 2. Oktober  | Jeronimus Cornelisz          | Niederländischer Apotheker                                                                                    | ≈31   |       |
| 3. Oktober  | Paolo Agostini               | italienischer Organist, Kapellmeister und Komponist                                                           |       |       |
| 4. Oktober  | Heribert Rosweyde            | Jesuit und Historiker                                                                                         | 60    |       |
| 10. Oktober | Petronilla Tanner            | Appenzeller Kapuzinerin                                                                                       | 49    |       |
| 11. Oktober | Luis de Bolaños              | Franziskaner                                                                                                  |       |       |
| 15. Oktober | Franz Pergo                  | burgundisch-schweizerischer Tischler                                                                          |       |       |
| 23. Oktober | Ferdinand Wilhelm von Bayern | Inhaber von Domherrenpräbenden in Münster, Köln und Salzburg                                                  | 9     |       |
| Oktober     | Levin von Marschalck         | deutscher Domherr                                                                                             |       |       |

## November
| Tag          | Name                        | Beruf, bekannt als | Alter | Beleg |
| ------------ | --------------------------- | --- | ----- | ----- |
| 1. November  | Hendrick ter Brugghen       | niederländischer Barockmaler                                                                                            |       |       |
| 1. November  | Jakob van Doordt            | Hofmaler |       |       |
| 7. November  | Jakob Andrä von Brandis     | Landeshauptmann von Tirol (1610–1628), Burggraf von Tirol und Historiker                                                | 60    |       |
| 9. November  | Kaspar Kellermann           | Opfer der Hexenprozesse in Sundern                                                                                      |       |       |
| 12. November | Karl Dietrich von Gemmingen | Grundherr in Steinegg                                                                                                   | 46    |       |
| 13. November | Johann Baptist Weiganmeir   | deutscher Philologe sowie Hochschullehrer und Dekan der Philosophischen Fakultät und Präses an der Universität Tübingen | 42    |       |
| 15. November | Gabriel Bethlen             | Fürst von Siebenbürgen                                                                                                  |       |       |
| 16. November | Bartholomäus Reusner        | deutscher Rechtswissenschaftler                                                                                         |       |       |
| 21. November | Christoph von Owstin        | herzoglich pommerscher Hofbeamter und Landrat                                                                           |       |       |
| 25. November | Hieronymus (III) Praetorius | deutscher Organist und Komponist                                                                                        | 15    |       |

## Dezember
| Tag          | Name                             | Beruf, bekannt als                                                               | Alter | Beleg |
| ------------ | -------------------------------- | -------------------------------------------------------------------------------- | ----- | ----- |
| 1. Dezember  | Catherine de Gonzague            | Herzogin von Longueville; Regentin des Fürstentums Neuchâtel                     | 61    |       |
| 4. Dezember  | Jakob Israel Belmonte            | Mitbegründer der Amsterdamer portugiesisch-jüdischen Gemeinde und Schriftsteller |       |       |
| 8. Dezember  | Johann Friderich                 | deutscher Historiker, Philologe und Rektor                                       | 66    |       |
| 18. Dezember | Johann Georg Hüngerlin           | deutscher lutherischer Theologe                                                  | 78    |       |
| 23. Dezember | Giovanni I. Corner               | Doge von Venedig                                                                 |       |       |
| 24. Dezember | Elisabeth Sophie von Brandenburg | Fürstin Radziwiłł; Herzogin von Sachsen-Lauenburg                                | 40    |       |
| Dezember     | Hans Wolf                        | deutscher Bildhauer der Renaissance in Bückeburg und Obernkirchen                |       |       |

## Datum unbekannt
| Tag | Name                       | Beruf, bekannt als                                    | Alter | Beleg |
| --- | -------------------------- | ----------------------------------------------------- | ----- | ----- |
|     | Johann Jakob von Beck      | Vogt und Erbauer des Schlosses Willmendingen          |       |       |
|     | Chetthathirat              | thailändischer Herrscher                              |       |       |
|     | Anastasie Crimca           | orthodoxer Geistlicher und Autor im heutigen Rumänien |       |       |
|     | Stephan Cuntz              | deutscher Orgelbauer                                  |       |       |
|     | Katharina Curtius          | deutsche Frau, als Hexe hingerichtet                  |       |       |
|     | Gaspar Fernandes           | portugiesischer Komponist, Organist und Kapellmeister |       |       |
|     | Peter Füssli               | Schweizer Glockengiesser                              |       |       |
|     | Gall Hoffman               | deutscher Drucker und Verfasser der Frühen Neuzeit    |       |       |
|     | Juan Jiménez de Montalvo   | Vizekönig von Peru                                    |       |       |
|     | Margarete von Alertshausen | Frau, die als Hexe geköpft und verbrannt wurde        |       |       |
|     | Filippo Napoletano         | italienischer Maler                                   |       |       |
|     | Heinrich Ringerink         | deutscher Bildhauer                                   |       |       |
|     | Egidius Sadeler            | niederländischer Maler und Kupferstecher              |       |       |
|     | Johann Sleker              | deutscher Hochschullehrer und Geistlicher             |       |       |
|     | Otto van Veen              | flämischer Maler                                      |       |       |
|     | Walter von Zandt           | Ritter in Mönchzell und Obervogt in Pforzheim         |       |       |